# Яковлевский переулок (Санкт-Петербург)
Я́ковлевский переулок — переулок в Московском районе Санкт-Петербурга. Проходит от Благодатной до Кузнецовской улицы.

## История
Название Яковлевский переулок известно с 1909 года, происходит от фамилии домовладельца.
Первоначально проходил от Благодатной улицы в направлении улицы Решетникова. По современной трассе проходит с 1949 года.

## Достопримечательности
- прогимназия № 698 (пансион) (дом 1/45)
- Общежитие № 4 Санкт-Петербургского государственного технологического института (технического университета) (дом 8)
- детский сад № 269 (дом 13)